# Innisfree

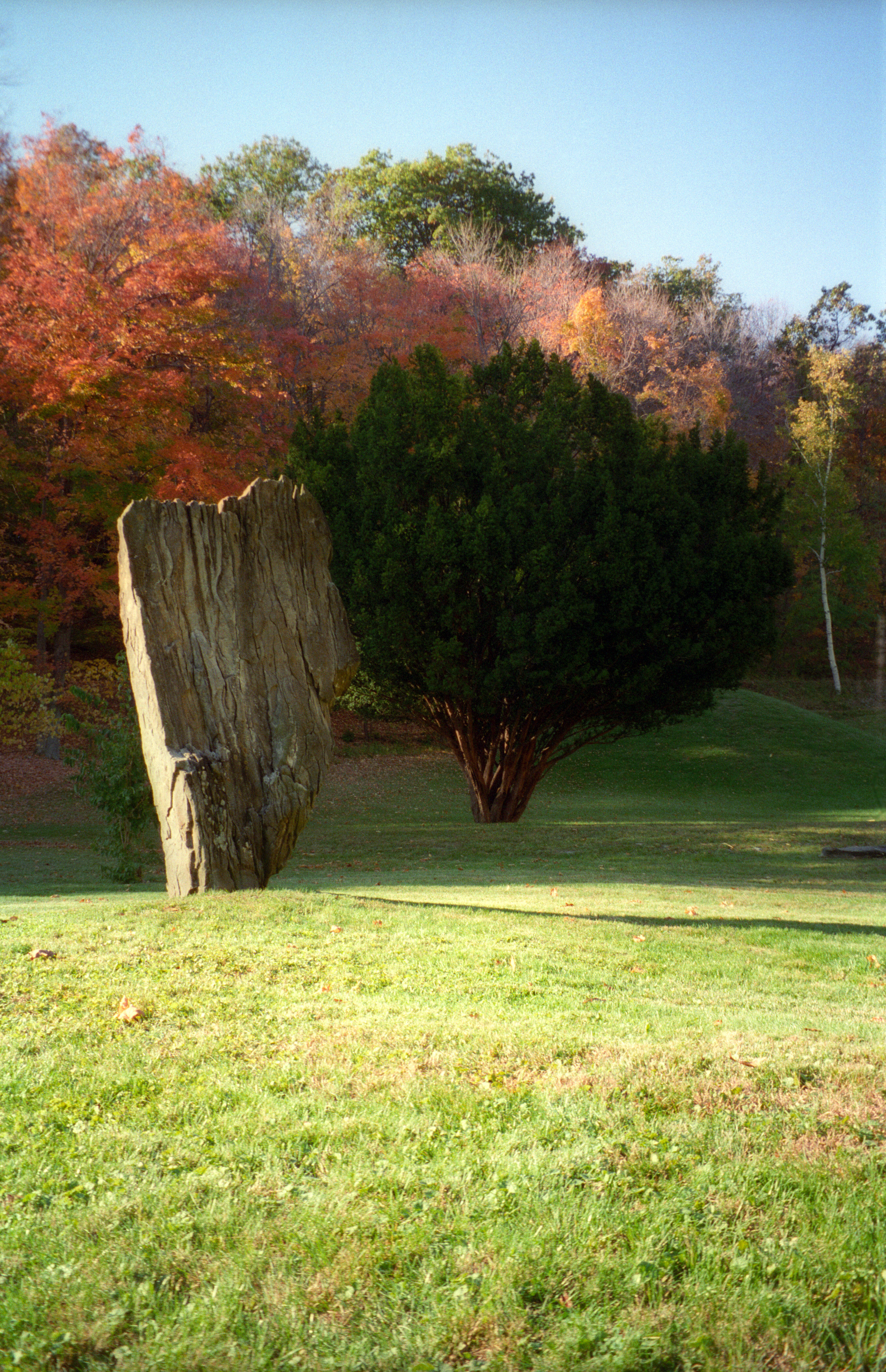
Felsen in Innisfree

Innisfree ist ein Landsitz im Tal des Hudson in Millbrook im Staat New York in den USA. Marion Burt Beck ließ hier 1930 nach dem Vorbild des 1905 aus Resten älterer Häuser erbauten Haupthauses in Wisley ein Landhaus errichten, sozusagen eine Pastiche einer Pastiche. Sie war eine Tochter des exzentrischen Holzbarons Wellington R. Burt aus Saginaw und hatte das 384 Hektar große Gut zusammen mit einem kleinen Teil des Familienvermögens 1919 geerbt.
Der Name des Anwesens stammt aus einem bekannten Gedicht des irischen Poeten William Butler Yeats.
Mit ihrem zweiten Gatten, dem verwitweten Maler Walter Beck, ließ sie einen Garten anlegen, der im Stil eines englischen Landschaftsgartens gehalten war. Zentrum der Anlage war der Tyrell See, ein Gletscherzungen-Endsee.
Walter Beck war von klassischer chinesischer Malerei, besonders von Wang Wei (701–761) und dessen Bildern und Gedichten  im Wang-ch'uan-Zyklus beeinflusst (mit Pei Di), und legte zusätzlich zahlreiche kleine Gärten an, die einzelne pittoreske Szenen darstellten, die er cup-gardens („Tassengärten“) nannte.
Als Marion Beck 1959 verstarb, wurde die Verwaltung des Gartens einer Stiftung übertragen, die ursprünglich für ihren Mann angelegt worden war. Deren Leiter war zuerst der Gartenarchitekt Lester Collins (1914–1993), den Walter Beck während seines Studiums in Harvard kennengelernt hatte, nach dessen Tod 1993 bis 2017 seine Frau Priscilla. Ein großer Teil des Geländes wurde an die Rockefeller University verkauft, die dort ein Naturschutzgebiet einrichtete. Collins nahm weitreichende Änderungen vor. Er entließ die meisten Gärtner, beseitigte viele der Tassengärten und ließ 1982 das Haupthaus abreißen, da es dem neuen Stil des Gartens nicht mehr entspreche. Stattdessen ließ er zahlreiche neue Bäume setzen, bestehende Wäldchen auflichten und verstreute bemooste Felsen und Springbrunnen im Gelände, um den romantischen Gesamteindruck zu verstärken. 1969 ließ er eine Brücke über den See erbauen. Eine Nebelmaschine erzeugt künstliche Regenbögen.
2019 wurde Innisfree in das „National Register of Historic Places“ aufgenommen. Der Garten ist für geführte Gruppen von zahlenden Besuchern geöffnet.